# Union Pacific (film)
Union Pacific is een Amerikaanse western uit 1939 onder regie van Cecil B. DeMille.

## Verhaal
Tijdens de Amerikaanse Burgeroorlog wordt in de Verenigde Staten een spoorweg aangelegd van de oostkust tot Californië. Kapitein Jeff Butler moet de aanleg van de Union Pacific in goede banen leiden, maar hij krijgt af te rekenen met politici die het project willen dwarsbomen.

## Rolverdeling
| Acteur            | Personage                   |
| ----------------- | --------------------------- |
| Barbara Stanwyck  | Mollie Monahan              |
| Joel McCrea       | Kapitein Jeff Butler        |
| Akim Tamiroff     | Fiesta                      |
| Robert Preston    | Dick Allen                  |
| Lynne Overman     | Leach Overmile              |
| Brian Donlevy     | Sid Campeau                 |
| Robert Barrat     | Duke Ring                   |
| Anthony Quinn     | Jack Cordray                |
| Stanley Ridges    | Generaal John S. Casement   |
| Henry Kolker      | Asa M. Barrows              |
| Francis McDonald  | Generaal Grenville M. Dodge |
| Willard Robertson | Oakes Ames                  |
| Harold Goodwin    | E.E. Calvin                 |
| Evelyn Keyes      | Mevrouw Calvin              |
| Richard Lane      | Sam Reed                    |